# أيومي تسونيماتسو
أيومي تسونيماتسو (باليابانية: 恒松 あゆみ) مواليد 26 سبتمبر 1981 في اليابان، هي مؤدية أصوات يابانية بدأت نشاطها عام 2003.

## الأعمال

### مسلسلات أنمي تلفزيونية
- باكوجان
- فيت/زيرو
- جينتاما
- هاياتي الخادم المقاتل
- هيتوهيرا - ساتشي أياسي
- الزهرة البريئة
- رائد
- البدلة المتنقلة كاندام 00
- ناروتو
- تسوباسا كرونيكل

## وصلات خارجية
- أيومي تسونيماتسو على موقع IMDb (الإنجليزية)
- أيومي تسونيماتسو على موقع ميوزك برينز (الإنجليزية)
- أيومي تسونيماتسو على موقع قاعدة بيانات الفيلم (الإنجليزية)
- أيومي تسونيماتسو على موقع كينوبويسك (الروسية)
- أيومي تسونيماتسو على موقع ANN person (الإنجليزية)